# Территория районного подчинения

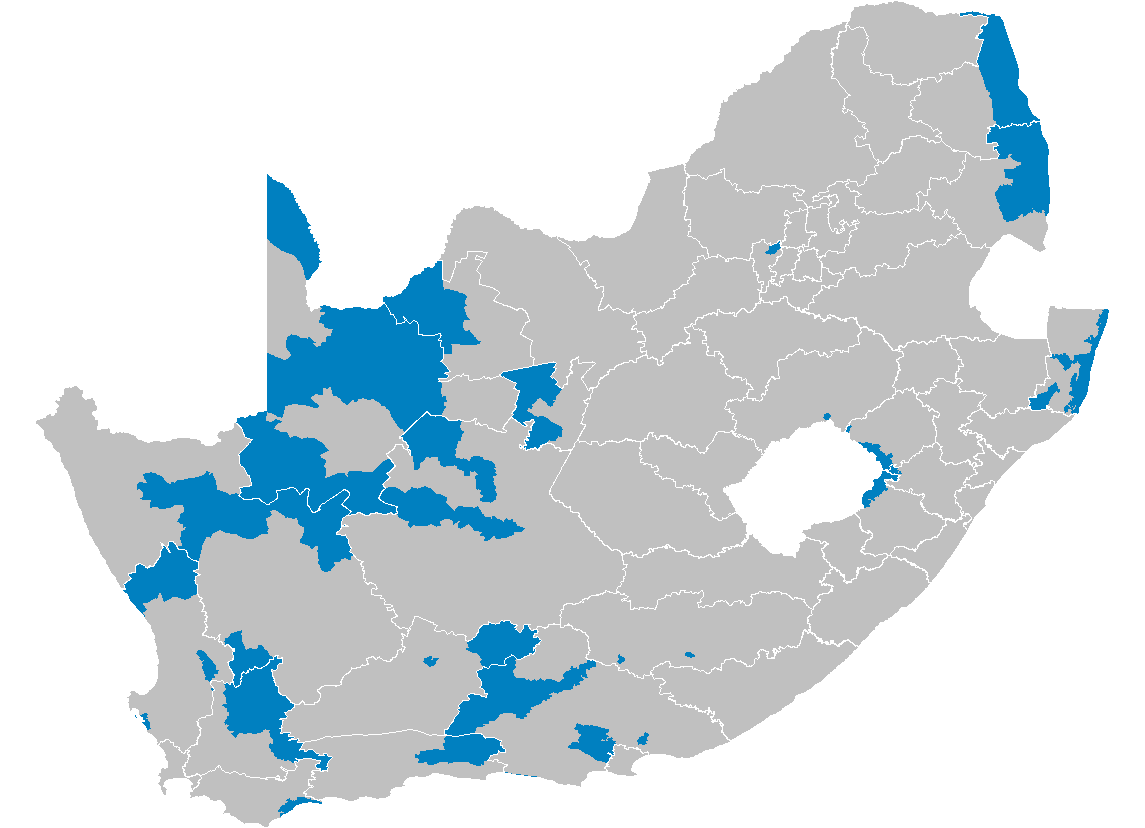
Территории районного подчинения ЮАР

Территории районного подчинения (англ. District Management Areas) — территории ЮАР, которые подчиняются напрямую правительству района, не являясь частью никакого местного муниципалитета. Обычно это национальные парки или (в западных частях ЮАР) отдалённые территории с очень низкой плотностью населения.